# Lliga hongaresa d'handbol masculina
La Lliga hongaresa d'handbol masculina, en la qual hi participen 16 equips, és el campionat nacional lliguer d'Hongria i es disputa des de 1951. Els seus grans dominadors han estat el SC Honvéd Budapest i el MKB Veszprém.

## Historial
- 1951 VM Közért
- 1952 SC Honvéd Budapest
- 1953 Budapesti Dózsa SK
- 1954 Budapesti Vörös Meteor
- 1955 Budapesti Vörös Meteor
- 1956 No es va disputar
- 1957 Budapesti Vörös Meteor
- 1958 Újpesti Dózsa
- 1959 Budapest Spartacus
- 1960 Budapest Spartacus
- 1961 Budapest Spartacus
- 1962 Budapest Spartacus
- 1963 SC Honvéd Budapest
- 1964 SC Honvéd Budapest
- 1965 SC Honvéd Budapest
- 1966 SC Honvéd Budapest
- 1967 SC Honvéd Budapest
- 1968 SC Honvéd Budapest
- 1969 Elektromos
- 1970 Elektromos
- 1971 Elektromos
- 1972 SC Honvéd Budapest
- 1973 Budapest Spartacus
- 1974 Tatabányai KC
- 1975 Debreceni KSE
- 1976 SC Honvéd Budapest
- 1977 SC Honvéd Budapest
- 1978 Tatabányai KC
- 1979 Tatabányai KC
- 1980 SC Honvéd Budapest
- 1981 SC Honvéd Budapest
- 1982 SC Honvéd Budapest
- 1983 SC Honvéd Budapest
- 1984 Tatabányai KC
- 1985 MKB Veszprém
- 1986 MKB Veszprém
- 1987 Győri Rába ETO
- 1988 No es va disputar
- 1989 Győri Rába ETO
- 1990 Győri Rába ETO
- 1991 Elektromos
- 1992 MKB Veszprém
- 1993 MKB Veszprém
- 1994 MKB Veszprém
- 1995 MKB Veszprém
- 1996 SC Pick Szeged
- 1997 MKB Veszprém
- 1998 MKB Veszprém
- 1999 MKB Veszprém
- 2000 Dunaferr SE
- 2001 MKB Veszprém
- 2002 MKB Veszprém
- 2003 MKB Veszprém
- 2004 MKB Veszprém
- 2005 MKB Veszprém
- 2006 MKB Veszprém
- 2007 SC Pick Szeged
- 2008 MKB Veszprém
- 2009 MKB Veszprém
- 2010 MKB Veszprém